# Semi-spatha
Een semi-spatha is een klein type zwaard dat verschijnt tijdens de late keizertijd. Een semi-spatha was ongeveer half zo groot als een normale spatha. Het werd gebruikt als reservewapen of bij kleine schermutselingen. De semi-spatha was bedoeld om mee te steken, net als de gladius.